# Speed metal
A speed metal a heavy metal egyik alműfaja, jellemzője a gyorsabb, de jellemzően dallamos nóták.
A 70-es évek végén alakult ki Európában, a stilusteremtő a  Motörhead Ace of Spades lemeze és azon Philty "Animal" Taylor dobos tempója, valamint a  Brit Heavy Metal Új Hullámaának (New Wave of British Heavy Metal) hatására fejlődött ki ez a zenei stílus.  Míg Európában a klasszikus HM-hez közelebb álló, de annál gyorsabb és dallamos változat terjedt el, addig Amerikában a súlyosabb, brutálisabb mivel ott a thrash-metal zenekarok kezdtek egyre gyorsabb dalokat írni.
Bár már az 1970-es években is történtek kísérletek egy-egy dal erejéig olyan zenekaroktól, mint a Queen (Stone Cold Crazy), a Deep Purple (Highway Star),  A stílus igazi úttörői a brit  zenekarok, a Motörhead Ace of Spades, 1980  és Venom (Welcome to Hell, 1981 lemeze, valamint az Iron Maiden zenekar Iron Maiden (1980) cimű dala.    Európai kontinensen a német Accept volt az úttörő. Igazából a Helloween fejlesztette tökélyre a stílust, a Keeper of the Seven Keys 1 és 2. lemezeikkel. A fő dalszerző, Kai Hansen ezután  elhagyta a Helloweent, hogy megalakitsa a Gamma Ray-t. Munkásságát jól jelzi, hogy a Speed-Metal keresztapjaként emlegetik. (Godfather of speed-metal)   Mig az öreg kontinensen a dallamosság megmaradt, a grunge korszak hanyatlása után erőre kapott a stilus. A veterán Helloween nyomán megjelent új zenekarok közül az Edguy, illetve énekesük szolóprojektje az Avantasia emelte vissza régi fényébe a stilust.
Amerikában  New Yorkban és Kaliforniában    (Bay-Area) kialakult a riff központú trash-metal, a Slayer, a Metallica, a Megadeth, az Anthrax   (ők így a Big4) és az Overkill, Testament a hardcore punk féktelen energiáját adták hozzá a britek HM zenekarok által kijelölt irányvonalhoz. Az évtized közepére egyfajta sebesség-verseny alakult ki a műfajban. A legtöbb zenekar arra törekedett, hogy ők játsszák a leggyorsabb és legbrutálisabb metalzenét, de ezek megmaradtak alapvetően trash-metal zenekaroknak.  Ebben, a brutalitásban különbözik az európai és az amerikai speed-metal. Az amerikai zenekarok 86-87 körül visszavettek a nyaktörő sebességből, és komplexitásból igy kialakult a vegytiszta thrash metal. Persze sok zenekar továbbvitte a brutálisabb stilust, így megszületett a grindcore és death metal.